# When Legends Rise
When Legends Rise – siódmy album studyjny amerykańskiego zespołu muzycznego Godsmack. Wydawnictwo ukazało się 27 kwietnia 2018 roku nakładem BMG w Stanach Zjednoczonych i Spinefarm Records w Europie.

## Lista utworów
| Nr  | Tytuł utworu          | Długość |
| --- | --------------------- | ------- |
| 1.  | „When Legends Rise”   | 2:53    |
| 2.  | „Bulletproof”         | 2:57    |
| 3.  | „Unforgettable”       | 3:28    |
| 4.  | „Every Part of Me”    | 3:20    |
| 5.  | „Take It to the Edge” | 3:15    |
| 6.  | „Under Your Scars”    | 3:51    |
| 7.  | „Someday”             | 4:44    |
| 8.  | „Just One Time”       | 3:09    |
| 9.  | „Say My Name”         | 3:38    |
| 10. | „Let It Out”          | 3:41    |
| 11. | „Eye of the Storm”    | 3:21    |
|     |                       | 38:17   |

## Twórcy
- Sully Erna – gitara rytmiczna, śpiew, produkcja
- Tony Rombola – gitara, wokal wspierający
- Robbie Merrill – gitara basowa
- Shannon Larkin – perkusja
- Erik Ron - produkcja